# Systematik der Rabenvögel

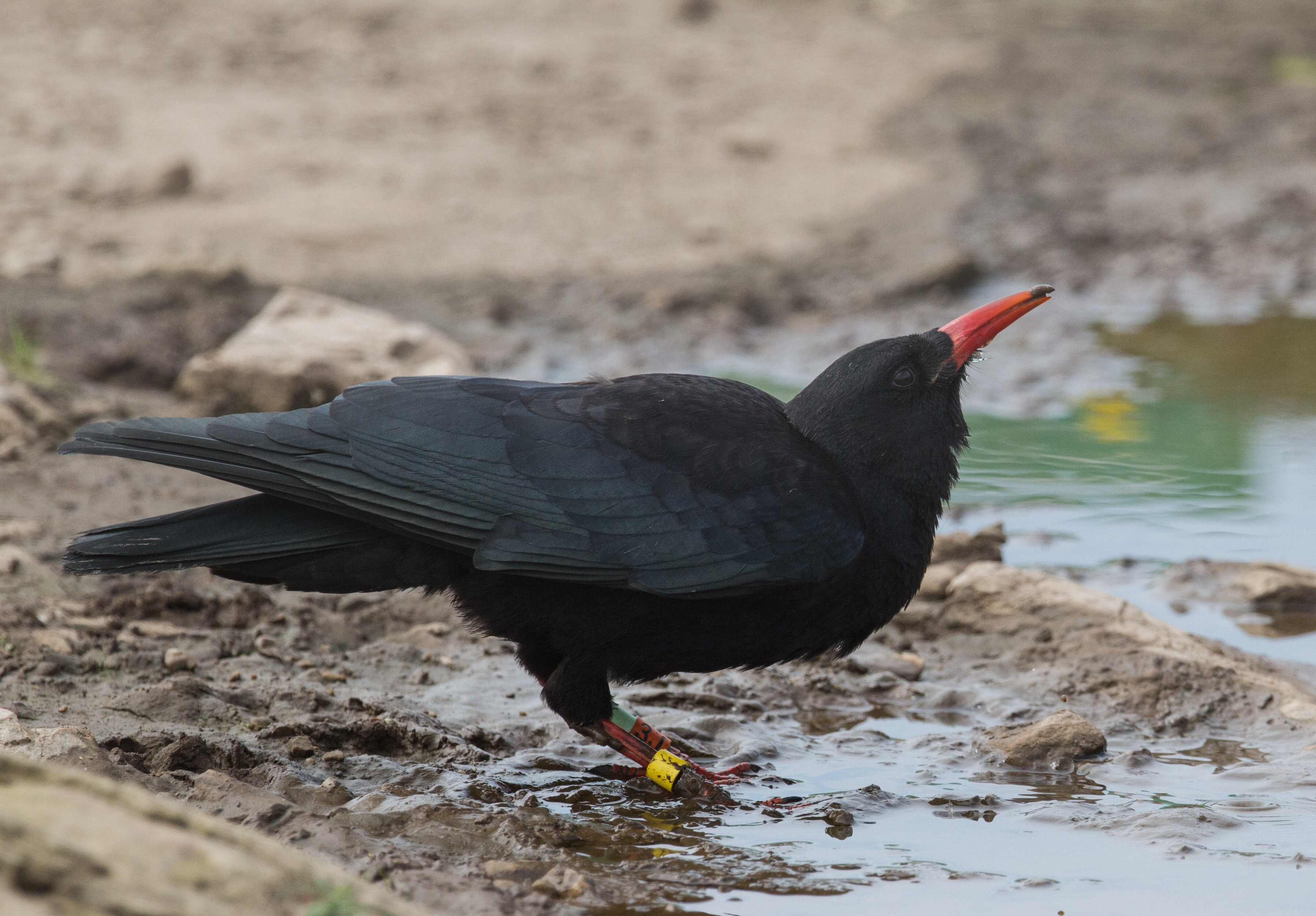
Die Bergkrähen (Pyrrhocorax) stehen symbolisch für die lange währenden Unklarheiten in der Systematik der Rabenvögel: Bis Ende der 1990er Jahre galten sie wegen Ähnlichkeiten im Federkleid und in den Lautäußerungen als nächste Verwandte der Raben und Krähen (Corvus). DNA-Untersuchungen zeigten jedoch, dass zwischen beiden Gattungen mit die größte genetische Distanz innerhalb der Rabenvögel besteht. Auf wenigen Äußerlichkeiten basierende Hypothesen zur Systematik führten vielfach zu Annahmen über die Entwicklung der Familie, die angesichts molekulargenetischer Befunde korrigiert werden mussten.

Die Systematik der Rabenvögel umfasst die Beziehungen der Familie der Rabenvögel (Corvidae) sowohl zu anderen Vogelgruppen als auch der Arten dieser Familie untereinander. Während Körperbau, Lautäußerung und Lebensweise der Rabenvögel als gut erforscht gelten, war ihre Systematik lange Zeit umstritten.
In der Frühphase der Taxonomie wurden von Carl von Linné alle bekannten Arten der Rabenvögel in die Gattung Corvus gestellt. Erst nach und nach setzten sich differenzialistischere Konzepte durch, die dazu führten, dass zunehmend mehr Gattungen aufgestellt und anerkannt wurden. Dean Amadon stellte 1944 eine umfassende Systematik der Rabenvögel auf, die viele Jahrzehnte lang einflussreich blieb, aber den tatsächlichen Verwandtschaftsverhältnissen kaum entsprach.
Die Methodik zur Untersuchung der Verwandtschaftsverhältnisse beschränkte sich lange Zeit auf Gefiedermerkmale, die oberflächliche Körper- und Schnabelform sowie Lautäußerungen. Die Folge waren aus heutiger Sicht kaum zutreffende Systematiken, da diese Merkmale bei den Rabenvögeln meist Ergebnis konvergenter Evolution waren und andere Eigenschaften wie der Bau der Organe kaum Berücksichtigung fanden. Auch osteologische Vergleiche lieferten meist keine eindeutigen Ergebnisse, sondern stellten vielmehr die Ähnlichkeit aller Rabenvögel unter Beweis. Klarheit brachten erst in jüngerer Zeit molekularbiologische Studien, die die Verwandtschaftsverhältnisse zwischen den Gattungen schlüssig darstellen konnten. Die Basis für die heutige Systematik der Rabenvögel bildet vor allem eine Untersuchung verschiedener DNA-Sequenzen durch Per Ericson, Anna-Lee Jansen, Ulf S. Johansson und Jan Ekman aus dem Jahr 2005, die die Ergebnisse früherer Studien kombinierte und ergänzte.
Für die äußere Systematik und die Beziehungen innerhalb der einzelnen Gattungen fehlen aber nach wie vor umfassende Untersuchungen: Weder für die Gattung der Raben und Krähen (Corvus) mit rund 50 Arten noch für die meisten kleineren Gattungen existieren Systematiken auf molekularbiologischer Basis. Lediglich die Neuwelthäher, insbesondere die Blauraben (Cyanocorax), sind relativ gut erforscht. Nächste Verwandte der Rabenvögel sind wahrscheinlich die Würger (Lanidae), die Schlammnestkrähen (Corcoracidae) und die Paradiesvögel (Paradisaeidae). Der Ursprung der Rabenvögel liegt sehr wahrscheinlich in Südostasien, wo die meisten Gattungen beheimatet sind.

## Äußere Systematik

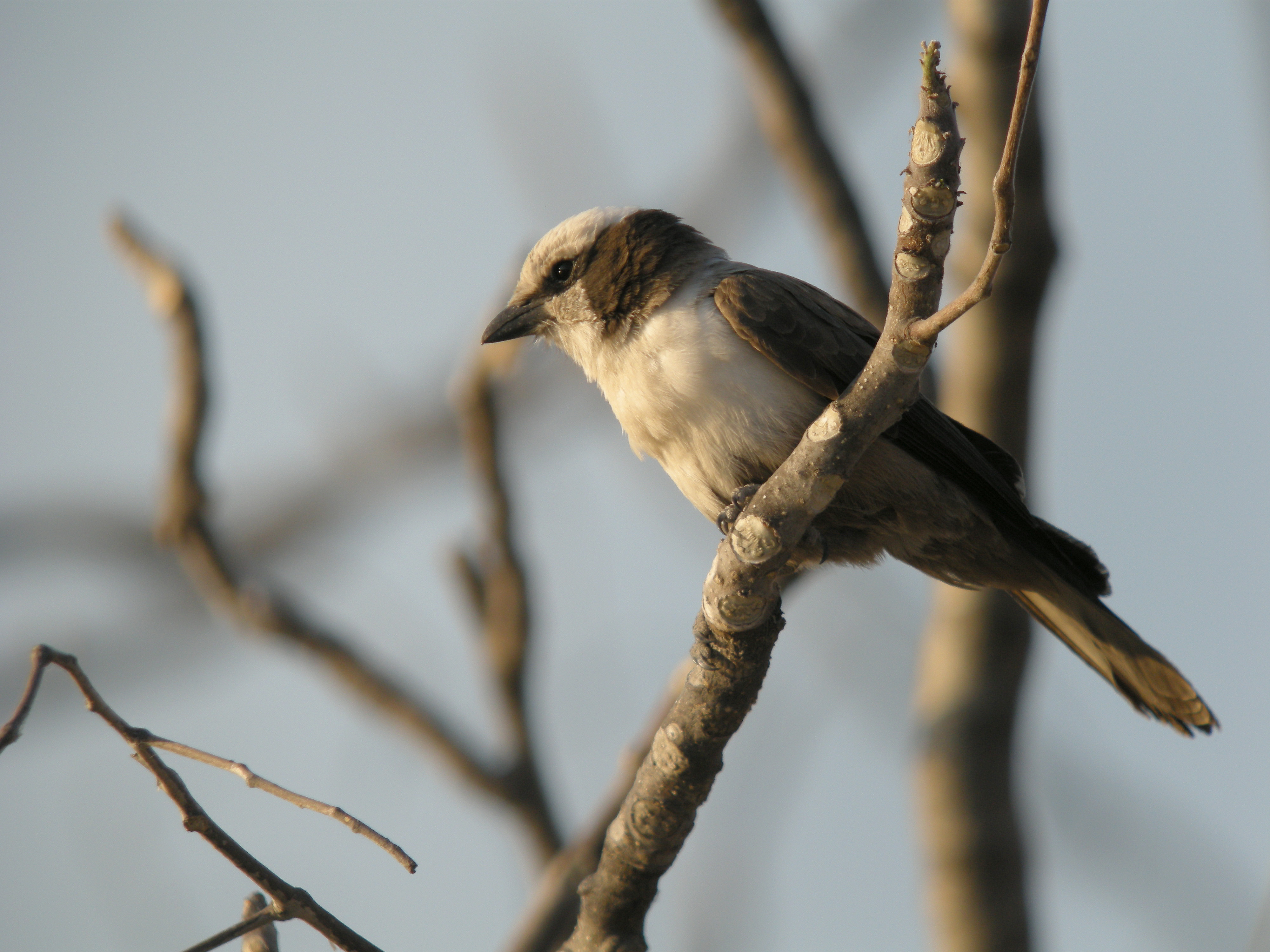
Ein naher Verwandter der Rabenvögel: Der Weißscheitelwürger (Eurocephalus anguitimens)

Die Rabenvögel sind eine eher ursprüngliche Familie der Singvögel. Charles Gald Sibley und Jon Edward Ahlquist wählten die Rabenvögel 1990 als Typus der Corvida, einer von zwei großen Entwicklungslinien in der nach ihnen benannten Sibley-Ahlquist-Taxonomie. Die Corvida standen in der Sibley-Ahlquist-Taxonomie den kleineren, sperlingsähnlichen Passerida gegenüber und umfassten vor allem große, kräftige Singvögel, die mehrheitlich in Südostasien und Australien verbreitet sind. Zwar blieben Korrekturen an der Sibley-Ahlquist-Taxonomie in der Folge nicht aus: Unter anderem stellte sich heraus, dass die Corvida paraphyletisch sind, also nicht alle Nachkommen eines gemeinsamen Vorfahren umfassen. Grundsätzlich wurde die Grundaussage von Sibleys und Ahlquists Studie aber insofern bestätigt, als dass die Rabenvögel und die nahe verwandten Familien die Schwestergruppe der kleinen Passerida bilden. Der Vorfahr dieser Gruppe war australischen Ursprungs und besiedelte Südostasien, nachdem der australische Kontinent sich vor 53 Millionen Jahren von der Antarktis gelöst hatte und nach Nordosten driftete.
Die heutige Verbreitung der Rabenvögel legt eine Entstehung der Familie im südostasiatischen Raum nahe: Außer den evolutionär sehr jungen Raben und Krähen (Corvus) kommen keine Rabenvögel östlich der Wallace-Linie vor, während die ursprünglichsten Gattungen der Familie alle südöstlich des Himalayas anzutreffen sind. Die nächsten Verwandten der Rabenvögel sind wahrscheinlich die Würger (Lanidae). Sie teilen einige Merkmale mit den Corvidae, etwa den sogenannten „Würgerzahn“, die hakenförmige Spitze des Oberschnabels, oder auch die Zusammensetzung der Proteine des Eiklars. Dies wird auch durch eine Revision der Sibley-Ahlquist-Taxonomie aus dem Jahr 2005 gestützt, die die Würger als Schwestergruppe der Rabenvögel ausweist. Die gemeinsamen nächsten Verwandten dieser beiden Familien sind die australischen Drosselhäher (Corcoracidae) und die Paradiesvögel (Paradisaeidae).

## Innere Systematik
Erste fossile Formen der Rabenvögel tauchen erstmals im Miozän auf: Zunächst Miocorvus im mittleren Miozän Frankreichs, später dann Miopica (Ukraine) und Miocitta (USA) jeweils im oberen Miozän. Die große Formenvielfalt in Südostasien legt nahe, dass sich die Rabenvögel dort als erstes in verschiedene Formen aufspalteten: Von 25 Gattungen kommen sechs ausschließlich in Südostasien vor, fast alle Altweltgattungen sind darüber hinaus dort anzutreffen. DNA-Studien stützen diese Hypothese: Demnach stammen die ursprünglichsten Gattungen der Rabenvögel aus Indonesien und der Region südöstlich des Himalayas.
Die basalste Gruppe innerhalb der Rabenvögel besteht aus den vier in Südostasien endemischen Gattungen der Baumelstern (Dendrocitta), Rakettschwanzelstern (Crypsirina), Leiterschwanzelstern (Temnurus) und Trauerelstern (Platysmurus) sowie den Bergkrähen (Pyrrhocorax) mit paläarktischer Verbreitung. Während die ersten vier Gattungen alle Baum- und Waldbewohner sind, stellen die Bergkrähen eine erste Anpassung an offenes Gelände dar. Sie nisten in Felsen und kommen auch in Hochgebirgen oberhalb der Baumgrenze vor.
Einen weiteren Seitenzweig bilden die Kittas (Urocissa) zusammen mit den Grünelstern (Cissa). Auch sie sind auf Südostasien beschränkt und stehen einer großen Klade von Gattungen mit weltweiter Verbreitung als Schwestergruppe gegenüber.
Innerhalb dieser Gruppe existieren drei große Zweige: Der erste umfasst die Blauelstern (Cyanopica) in Südwesteuropa und Ostasien sowie die holarktischen Unglückshäher. Beide Gattungen sind an trockenenere Habitate als die ursprünglicheren Rabenvögel angepasst. Den zweiten Zweig stellen die Neuwelthäher dar. Ihr Vorfahr wanderte vor 8–10 Millionen Jahren im Miozän über eine damals bestehende, mit subtropischen Laubwäldern bedeckte Landbrücke nach Nordamerika ein. Im Pliozän vor 5,3–3,6 Millionen Jahren stießen sie anschließend über den entstehenden Isthmus von Panama nach Südamerika vor.
Der dritte Zweig spaltet sich in zwei große und relativ junge Gruppen auf: Eine kleinere besteht aus den Echten Elstern (Pica) einerseits und den Akazienhähern (Zavattariornis), den Piapias (Ptilostomus) und den Saxaulhähern (Podoces) andererseits. Die letzteren drei Gattungen sind an steppen- bis wüstenartige Habitate angepasst, während die Echten Elstern gemäßigte, halboffene Landschaften bevorzugen. Die Schwestergruppe dieser Gattungen besteht aus den in der Paläarktis entstandenen Gattungen der Nussknacker (Nucifraga) und Garrulus sowie den Raben und Krähen (Corvus). Nucifraga und Garrulus sind Waldbewohner und stark an Nadelbäume beziehungsweise Eichen als Nahrungsquellen angepasst. Die sehr jungen Raben und Krähen entwickelten sich hingegen wohl aus einem häherartigen Vorfahren, der offene und halboffene Landschaften zu besiedeln wusste. In der Folge differenzierten sich die Raben und Krähen sehr schnell aus und stießen in viele verschiedene Lebensräume wie Gebirge, Wüsten, Tropenwälder, Savannen und menschliche Siedlungen vor. Auf diese Weise besiedelten sie auch Ozeanien, Australien, Neuseeland und die Karibischen Inseln; allesamt Gebiete, die bis dahin nicht zum Verbreitungsgebiet der Rabenvögel gehört hatten.